# Noyelles-Godault
Noyelles-Godault és un municipi francès situat al departament del Pas de Calais i a la regió dels Alts de França. L'any 2007 tenia 5.186 habitants.

## Demografia

### Població
El 2007 la població de fet de Noyelles-Godault era de 5.186 persones. Hi havia 1.973 famílies de les quals 526 eren unipersonals (116 homes vivint sols i 410 dones vivint soles), 565 parelles sense fills, 685 parelles amb fills i 197 famílies monoparentals amb fills.
La població ha evolucionat segons el següent gràfic:
Habitants censats

### Habitatges
El 2007 hi havia 2.103 habitatges, 2.001 eren l'habitatge principal de la família, 4 eren segones residències i 98 estaven desocupats. 1.675 eren cases i 414 eren apartaments. Dels 2.001 habitatges principals, 952 estaven ocupats pels seus propietaris, 995 estaven llogats i ocupats pels llogaters i 54 estaven cedits a títol gratuït; 23 tenien una cambra, 148 en tenien dues, 333 en tenien tres, 661 en tenien quatre i 837 en tenien cinc o més. 1.450 habitatges disposaven pel capbaix d'una plaça de pàrquing. A 967 habitatges hi havia un automòbil i a 578 n'hi havia dos o més.

### Piràmide de població
La piràmide de població per edats i sexe el 2009 era:
| Homes | Edats   | Dones |
| ----- | ------- | ----- |
| 4     | 95 o +  | 4     |
| 8     | 90 a 94 | 24    |
| 5     | 85 a 89 | 63    |
| 12    | 80 a 84 | 38    |
| 69    | 75 a 79 | 140   |
| 76    | 70 a 74 | 136   |
| 59    | 65 a 69 | 150   |
| 119   | 60 a 64 | 102   |
| 97    | 55 a 59 | 102   |
| 165   | 50 a 54 | 174   |
| 201   | 45 a 49 | 177   |
| 220   | 40 a 44 | 229   |
| 190   | 35 a 39 | 182   |
| 163   | 30 a 34 | 183   |
| 193   | 25 a 29 | 195   |
| 199   | 20 a 24 | 187   |
| 212   | 15 a 19 | 265   |
| 293   | 10 a 14 | 156   |
| 226   | 5 a 9   | 130   |
| 176   | 0 a 4   | 134   |

## Economia
El 2007 la població en edat de treballar era de 3.382 persones, 2.229 eren actives i 1.153 eren inactives. De les 2.229 persones actives 1.799 estaven ocupades (1.026 homes i 773 dones) i 429 estaven aturades (225 homes i 204 dones). De les 1.153 persones inactives 232 estaven jubilades, 366 estaven estudiant i 555 estaven classificades com a «altres inactius».

### Ingressos
El 2009 a Noyelles-Godault hi havia 2.010 unitats fiscals que integraven 5.129,5 persones, la mediana anual d'ingressos fiscals per persona era de 14.108 €.

### Activitats econòmiques
Dels 291 establiments que hi havia el 2007, 9 eren d'empreses extractives, 5 d'empreses alimentàries, 2 d'empreses de fabricació d'elements pel transport, 3 d'empreses de fabricació d'altres productes industrials, 15 d'empreses de construcció, 142 d'empreses de comerç i reparació d'automòbils, 10 d'empreses de transport, 35 d'empreses d'hostatgeria i restauració, 8 d'empreses financeres, 10 d'empreses immobiliàries, 16 d'empreses de serveis, 21 d'entitats de l'administració pública i 15 d'empreses classificades com a «altres activitats de serveis».
Dels 65 establiments de servei als particulars que hi havia el 2009, 1 era una oficina del servei públic d'ocupació, 1 oficina de correu, 3 oficines bancàries, 2 funeràries, 9 tallers de reparació d'automòbils i de material agrícola, 1 taller d'inspecció tècnica de vehicles, 1 establiment de lloguer de cotxes, 3 autoescoles, 4 paletes, 1 guixaire pintor, 4 fusteries, 1 lampisteria, 4 electricistes, 8 perruqueries, 1 agència de treball temporal, 19 restaurants, 1 agència immobiliària i 1 tintoreria.
Dels 91 establiments comercials que hi havia el 2009, 1 era, 1 un hipermercat, 1 un supermercat, 1 una gran superfície de material de bricolatge, 1 una botiga de més de 120 m², 3 fleques, 1 una carnisseria, 1 una peixateria, 37 botigues de roba, 6 botigues d'equipament de la llar, 5 sabateries, 2 botigues d'electrodomèstics, 11 botigues de mobles, 6 botigues de material esportiu, 3 botigues de material de revestiment de parets i terra, 2 perfumeries, 6 joieries i 3 floristeries.
L'any 2000 a Noyelles-Godault hi havia 4 explotacions agrícoles que ocupaven un total de 240 hectàrees.

## Equipaments sanitaris i escolars
El 2009 hi havia 3 farmàcies i 1 ambulància.
El 2009 hi havia 2 escoles maternals i 3 escoles elementals.

## Poblacions més properes
El següent diagrama mostra les poblacions més properes.